# NGC 3534
NGC 3534 este o astronomical radio source⁠(d) situată în constelația Leul. A fost descoperită în 18 martie 1869 de către Otto Vasilievici Struve⁠(d). Se află la o distanță de 94,54 de megaparseci de Pământ.